# بدیروف، پاول اولگوویچ
پاول اولگوویچ بدیروف (زاده ۹ آوریل ۱۹۶۴) بازیگر ، پاورلیفتر، کارآفرین و وبلاگ‌نویس ویدئویی اهل روسیه است.

## زندگینامه
او متولد ۹ آوریل ۱۹۶۴ در لنین‌گراد می باشد. با مدرک ممتاز از موسسه پلی‌تکنیک لنین‌گراد در رشته طراحی مخازن فارغ‌التحصیل شد. در سال ۱۹۹۴ متاهل شده است و در حال حاضر دارای یک فرزند پسر می‌باشد.

## فیلم شناسی
- 2000 - گانگستر پترزبورگ. فیلم 1. بارون - محافظ "آنتی بیوتیک" (3 سری)
- 2001 - آژانس NLS - پسر در باشگاه (سری 5)
- 2001 - گانگستر پترزبورگ. فیلم 3. سقوط آنتی بیوتیک - محافظ آنتی بیوتیک (با صدای آرتور واها)
- 2002 - نیروی مرگبار 4 - خربزه، بادیگارد "قایقران" (فیلم شماره 1 دوره یک مبارز جوان و فیلم شماره 2 آخرین اسکله)
- 2002 - نیروهای ویژه روسیه - یک نگهبان امنیتی در یک سوپرمارکت
- 2003 - مامور امنیت ملی - 4 - عامل (39-40 سریال ملکه شمشیرها)
- 2003 - خطوط سرنوشت - ویکتور کووالچوک
- 2003 - بهشت و زمین - باباسکین (پانچ)
- 2003 - خیابان های فانوس های شکسته-5 - نگهبان امنیتی پاول اگوروویچ (سری پانزدهم شکار سگ)
- 2004 - افسانه تامپوک -
- 2004 - Heroes Online - اعلام نتایج مسابقه
- 2004 - روی خم - Sanitar
- 2004 - چیژوف غیرقابل توقف - متخصص در خارج شدن از نوشیدن سخت
- 2004 - خود - سرجوخه آلمانی
- 2004 - خواهران -
- 2004 - من افتخار دارم! . . - "Quasimodo"
- 2005 - هزارتوهای ذهن - راننده (دژاوو فیلم شماره 3)
- 2005 - شاهزاده خانم و فقیر - پاشا، نگهبان
- 1385 - شمشیردار - نگهبان پاشا
- 2007 - 7 غرفه - ویکتور پاولوویچ
- 2008 - جزیره واسیلیفسکی - معاون
- 1387 - پلیس راهنمایی و رانندگی - فروشنده مواد مخدر
- 2008 - عروسک های جادوگر - "شرک"
- 2009 - پایان خوش - جراح
- 2009 - تاراس بولبا - دستیار جلاد
- 2010 - فصل چهارم ریخته گری - "تاترین" (قسمت یازدهم کمانه)
- 2010 - انتقام - هنر - صاحب گاوصندوق
- 2010 - Sea Devils-4 - Colonel Bulygin (Autfit 25th series)
- 2010 - بیمه گذاران - برام (شکستگی سری 4)
- 2011 - با عشق از جهنم - فیل نگهبان در باشگاه
- 2012 - Afroidites - Gosha Blinov ("Goblin")
- 2012 - آشپزی - رودی (Just Cause Film No. 3)
- 2012 - Rust - گنادی استپانوویچ، فرمانده نیروهای ویژه
- 2012 - استانی - "روبین"، رئیس جنایت
- 2013 - سنگ چخماق. رهایی - دونار
- 2013 - شیاطین دریایی. گردباد. سرنوشت - قاتل (ماموریت مخفی (پدر) فیلم شماره 1)
- 2013 - Chef-2 - Sailor (سری 16 ضعف)
- 2014 - گردان - آشپز
- 2014 - بازپرس 2 - پاول، نگهبان امنیتی بومبیلا (قسمت 24)
- 2015 - Inspector Cooper 2 - Eric Gorgaev
- 2015 - Druzhina - Evpaty، یک جنگجو با تجربه
- 2015 - چنین کاری - اولگ سوروکین (سقراط)
- 2019 - بازنشسته - راهزن، فروشنده اسلحه
- 2019 - نوسکی. سایه معمار - آنتون ریکلین (تگزاس)
- 2020 - شیاطین دریایی. ماموریت ویژه - Bonebreaker
- 2020 - دریاسالار منطقه - شچرباکوف.